# کلیولند (تنسی)
کلیولند(به انگلیسی: Cleveland) شهری در ایالت تنسی کشور ایالات متحده آمریکا است که جمعیت آن در سرشماری سال ۲۰۱۰ میلادی، ۴۱٬۲۸۵ نفر بوده‌است.